# Festefjell
Festefjell är ett berg i Antarktis. Det ligger i Östantarktis. Norge gör anspråk på området. Toppen på Festefjell är 2 508 meter över havet, eller 423 meter över den omgivande terrängen. Bredden vid basen är 3,9 km.
Terrängen runt Festefjell är huvudsakligen kuperad, men norrut är den bergig. Trakten är obefolkad. Det finns inga samhällen i närheten. 